# Finnischer Orden der Weißen Rose
Der Finnische Orden der Weißen Rose (finnisch Suomen Valkoisen Ruusun ritarikunta, Abkürzung SVR; schwedisch Riddartecknet av Finlands Vita Ros’ orden, Abkürzung FVR) ist ein Orden der Republik Finnland. Er wurde am 28. Januar 1919 durch Reichsverweser Carl Gustaf Emil Mannerheim gestiftet und am 16. Mai 1919 mit Statuten versehen. Der Orden kann an finnische und ausländische Staatsbürger für zivile Verdienste um das Land und im Kriege für Tapferkeit vor dem Feind verliehen werden. Er rangiert an zweiter Stelle im finnischen Ordenssystem, nach dem Orden des Freiheitskreuzes.
Der Großmeister des Ordens ist der regierende Staatspräsident und der Ordenstag der 6. Dezember, Finnlands Unabhängigkeitstag.

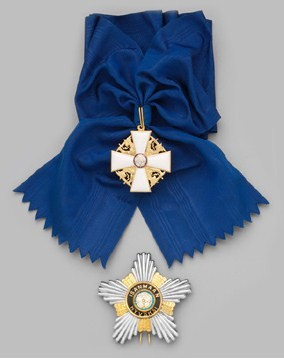
Großkreuz der Weißen Rose von Finnland mit Bruststern

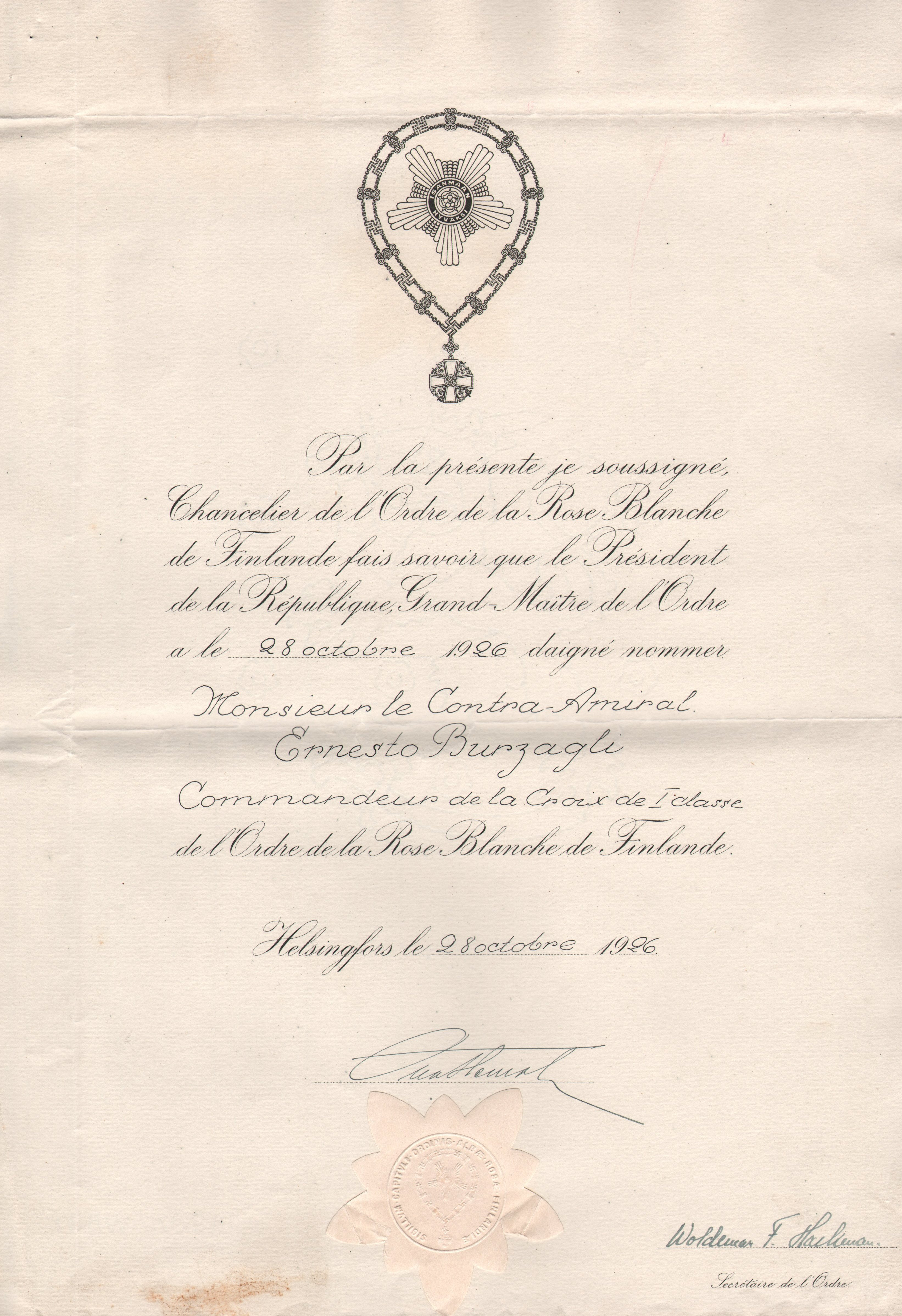
Verleihungsurkunde (Beispiel)

## Ordensklassen
Der Orden besteht aus fünf Klassen sowie einer angeschlossenen Medaille der Weißen Rose mit drei Klassen:
- Großkreuz – zu besonderen Anlässen mit Collane
- Kommandeur I. Klasse mit Stern
- Kommandeur II. Klasse
- Ritter I. Klasse
- Ritter II. Klasse
- Verdienstkreuz
  -  Medaille I. Klasse (Silber mit goldenem Kreuz)
  -  Medaille II. Klasse (Silber)
  -  Medaille III. Klasse (Bronze)

## Ordensdekoration
Das Ordenskreuz ist ein weiß emailliertes schmales Tatzenkreuz. Im Mittenmedaillon zeigt es die weiße heraldische Rose von Finnland vor blauem Hintergrund. In den Winkeln des Kreuzes befinden sich finnische Löwen des Staatswappens. Der Revers ist glatt. Die Kreuze der oberen vier Klassen sind vergoldet, das der V. Klasse versilbert.
Der silberne Ordenstern (nur I. und II. Klasse) ist fünfstrahlig und zeigt in seiner Mitte die Weiße Rose vor blauem Hintergrund. Das Mittenmedaillon ist von einem schwarzemaillierten Band mit der Inschrift Isänmaan hyväksi (Für das Wohl des Vaterlandes) umgeben. Der Stern der Großkreuze hat teilweise vergoldete Strahlen.
Die Collane des Ordens bestand ursprünglich aus zweierlei Elementen: neun Weißen Rosen, die Finnlands Provinzen symbolisierten, und neun goldenen Hakenkreuzen. Die Hakenkreuze wurden im Jahr 1963 beseitigt und durch stilisierte Tannenzweige ersetzt. Die Collane steht nur dem Staatspräsidenten zu, kann aber auch an ausländische Staatsoberhäupter verliehen werden. Der Orden kann auch mit Brillanten verliehen werden.
Bei Dekorationen mit Schwertern sind die gekreuzten goldenen Schwerter dem Mittenmedaillon des Sterns bzw. den Löwen in Kreuzwinkeln unterlegt.
Das „Zeichen der Weißen Rose“ ist ein Damenorden, ein silbernes unemailliertes Ordenskreuz, das am Ordensband getragen wird. In Kriegszeiten kann dieser Damenorden in Bronze mit Schwertern vergeben werden.
Die Medaille der Weißen Rose zeigt auf dem Avers das Kreuz des Ordens und wird an dessen Bande getragen.

## Trageweise
Das Großkreuz wird an einer Schärpe von der rechten Schulter sowie mit einem Bruststern getragen. Komtur I. und II. Klasse dekorieren als Halsorden, die I. Klasse zusätzlich mit einem Bruststern. Ritter I. und II. Klasse tragen die Auszeichnung am Band auf der linken Brustseite, wobei auf dem Band der I. Klasse eine Rosette angebracht ist. Die Medaille wird in allen drei Klassen ebenso am Band auf der linken Brustseite getragen. 
Das Ordensband ist dunkelblau.

## Bekannte Inhaber
Siehe Träger des Finnischen Ordens der Weißen Rose